# 莫爾西克 (別列贊卡區)
46°37′6″N 31°15′48″E / 46.61833°N 31.26333°E
莫爾西克（烏克蘭語：Морське），是烏克蘭南部的村莊，隸屬尼古拉耶夫州的尼古拉耶夫區。該村面積0.66平方公里，海拔高度12米，2001年人口170，人口密度每平方公里257.6人。